# 世の中さかさま
『世の中さかさま』（よのなかさかさま）は、1970年7月7日から同年9月27日まで関西テレビ制作・フジテレビ系列の『あなたの劇場』（火曜22:00 - 22:45）で放送されたテレビドラマ。モノクロ作品。

## 概要
当時売り出し中の和田アキ子を主演にした人情喜劇。池田典子（和田）の実家が広島で営んでいたスーパーマーケットが、大阪の女実業家に乗っ取られて倒産した。典子は単身大阪に出て来てあるアパートに住み、同じアパートに住む仁之助の営む寝具乾燥業を手伝うことになった。しかし、アパートの一部を業務用車両の入る車庫に改造したところ、アパートの大家のうた乃に「勝手に改造するな」とクレームを付けられた。典子は騒ぎを治めようと仁之助の間に仲裁に入るが、うた乃が資産十数億を誇る人物だと知り、広島の実家を倒産に追い込んだのはうた乃では、と典子は疑い始めた。

## 出演者
- 池田典子：和田アキ子
- 仁之助：三代目笑福亭仁鶴
- やよい（仁之助の妻）：弓恵子
- うた乃：三益愛子
- 西田：夏八木勲
- 松下：芦屋雁平
- 西田春吉：二見博見 - 同じアパートに住む少年で、西田の弟。
- 英子：葉山葉子
- 金倉（金融業）：二代目澤村宗之助
- 谷村：佐々十郎
- 景子：西岡慶子
- 関千恵子
- ほか

## スタッフ
- 脚本：鍵田忠俊、柏原幹
- 演出：椎名龍治
- 制作：関西テレビ
- 主題歌 : 世の中さかさま
  - 作詞：海野洋司
  - 作曲：田中正史
  - 編曲：馬飼野俊一
  - 歌：和田アキ子

## サブタイトル
1. 1970年7月7日「やったぜ! ねえちゃん」
2. 1970年7月14日「明日は明日の風が吹く」
3. 1970年7月21日「あゝつらあ!」
4. 1970年7月28日「うちのヨメはーん!」
5. 1970年8月4日「自動車ドロボーや!」
6. 1970年8月11日「嫁はんカンニン!」
7. 1970年8月18日「なんでもやりま!」
8. 1970年8月25日「ギャングが出た!」
9. 1970年9月1日「あんた、死んで!」
10. 1970年9月8日「助けてェー!」
11. 1970年9月15日「ひとりぼっち…」
12. 1970年9月22日「パパ云うてる!」
13. 1970年9月29日「まともに見よか!」